# Império do Divino Espírito Santo (Santa Bárbara)

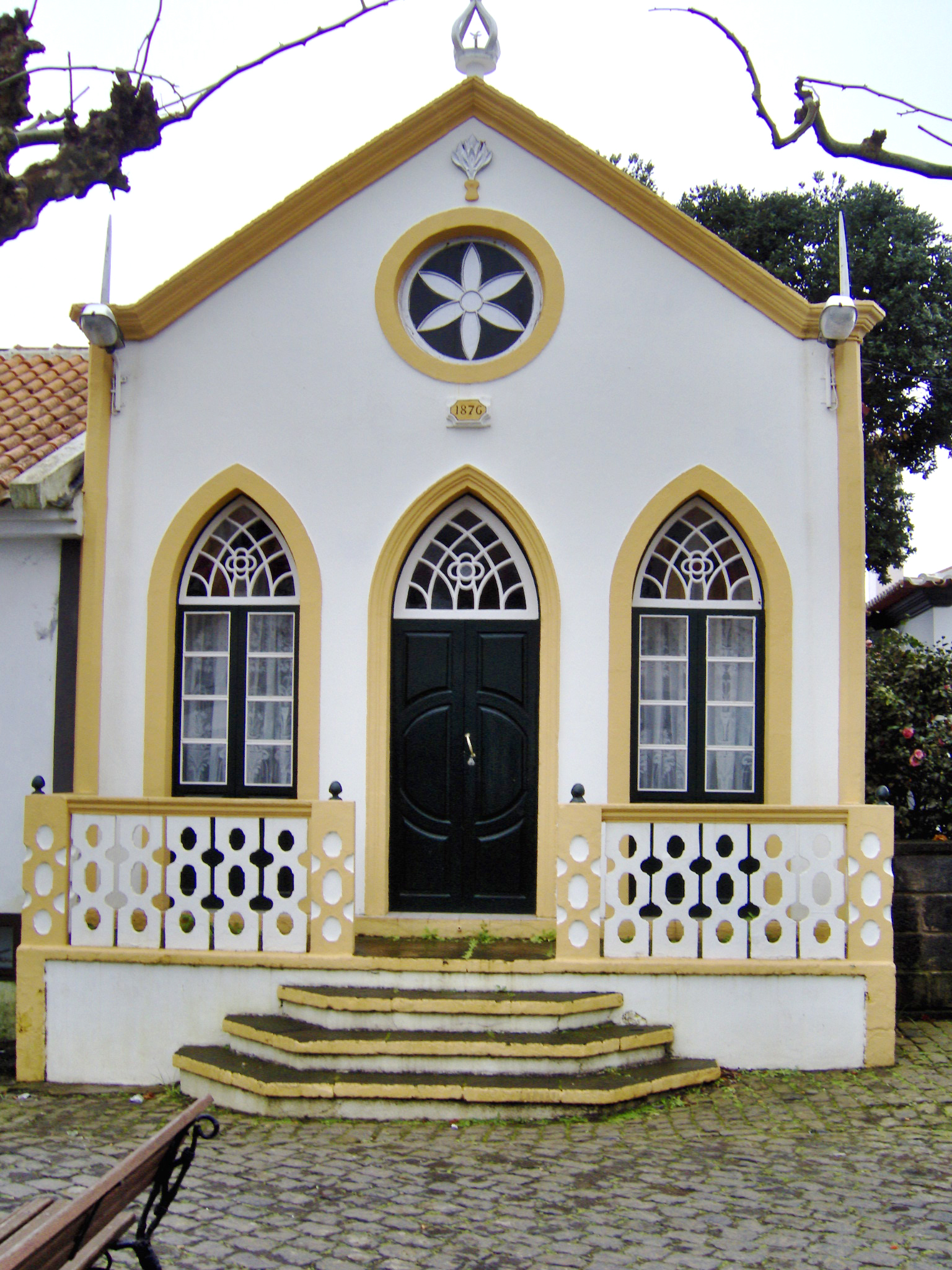
Império do Divino Espírito Santo de Santa Bárbara.

O Império do Divino Espírito Santo (Santa Bárbara) é um Império do Espírito Santo português que se localiza na freguesia açoriana de Santa Bárbara, concelho de Angra do Heroísmo, ilha Terceira, arquipélago dos Açores.
Este Império do Espírito Santo tem a sua fundação no século XIX mais precisamente no ano de 1876 e apresenta-se como uma construção simples de um só piso.